# Penseelbladige waterranonkel
De penseelbladige waterranonkel (Ranunculus penicillatus, synoniem: Ranunculus peltatus var. heterophyllus) is een giftige, eenjarige of meerjarige waterplant uit de ranonkelfamilie (Ranunculaceae). 
Het areaal van de soort omvat Europa, behalve de meest noordelijke delen. De plant komt ook voor in de kustgebieden van Noord-Afrika. De soort komt in Nederland her en der verspreid voor, de concentratie in Noord-Brabant is zeer waarschijnlijk te danken aan de hier actieve en bekwame floristen. De soort is inheems in België. Het aantal chromosomen is 2n = 16, 32, 24, 40 of 48.
De kale, onderwater zittende, 10-500 cm lange stengels hebben luchtkamers en groeien rechtop of liggend. Er zijn vrij donkergroene drie- tot vijfspletig, halfronde drijvende bladeren met een wigvormige voet. De slippen zijn grof gekarteld. Ook kunnen de drijvende bladeren ontbreken. De draadachtige, lager geplaatste, ondergedoken bladeren zijn even lang of veel langer dan de stengelleden. Vaak zijn er overgangsbladeren met lobben die in draadvormige slippen uitlopen of die bij de middelste lob ontbreken. Buiten het water vormen de ondergedoken bladeren  een soort penseel.
De penseelbladige waterranonkel bloeit vanaf mei tot in augustus met witte, 1,2-4,5 cm grote bloemen, die boven het water uitsteken. De bloemstelen zijn 5-15 cm lang. De vijf groene, kale, afstaande kelkblaadjes zijn 3-7 mm lang. De vijf kroonbladen zijn aan de basis geel en bedekken elkaar aan de randen. Hun vorm is omgekeerd eirond met een afgeronde top en zijn 10-15 (20) mm lang. De honinggroef op de plaat van de kroonbladen is meestal meer lang dan breed en soms zijn ze halvemaanvormig. Er zijn 8-20 (40) meeldraden en er zijn ook honingklieren aanwezig. De bloembodem is duidelijk behaard. 
De bolvormige verzamelvrucht bestaat uit (15) 50-80, al of niet behaarde nootjes.

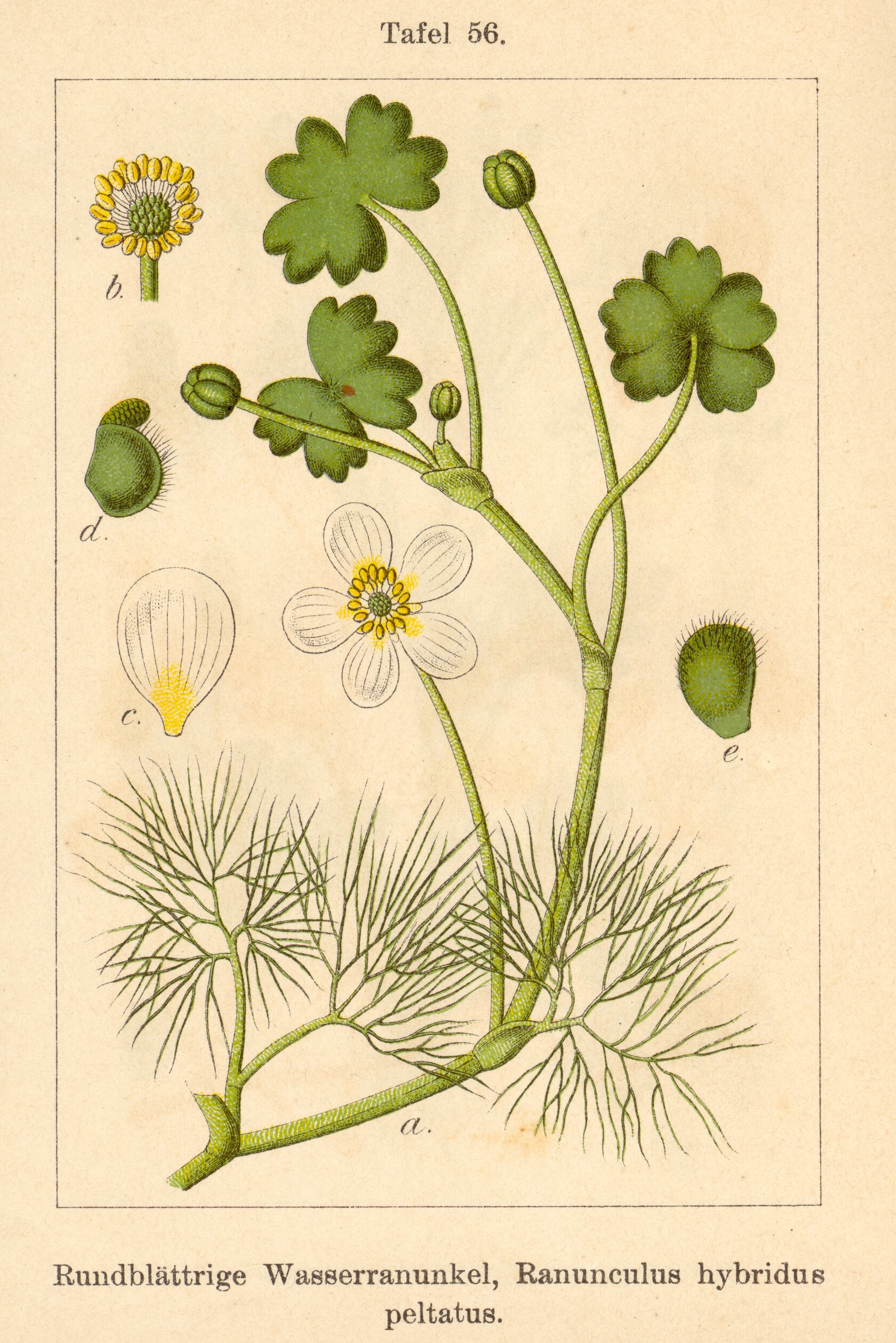
Illustratie door Jacob Sturm
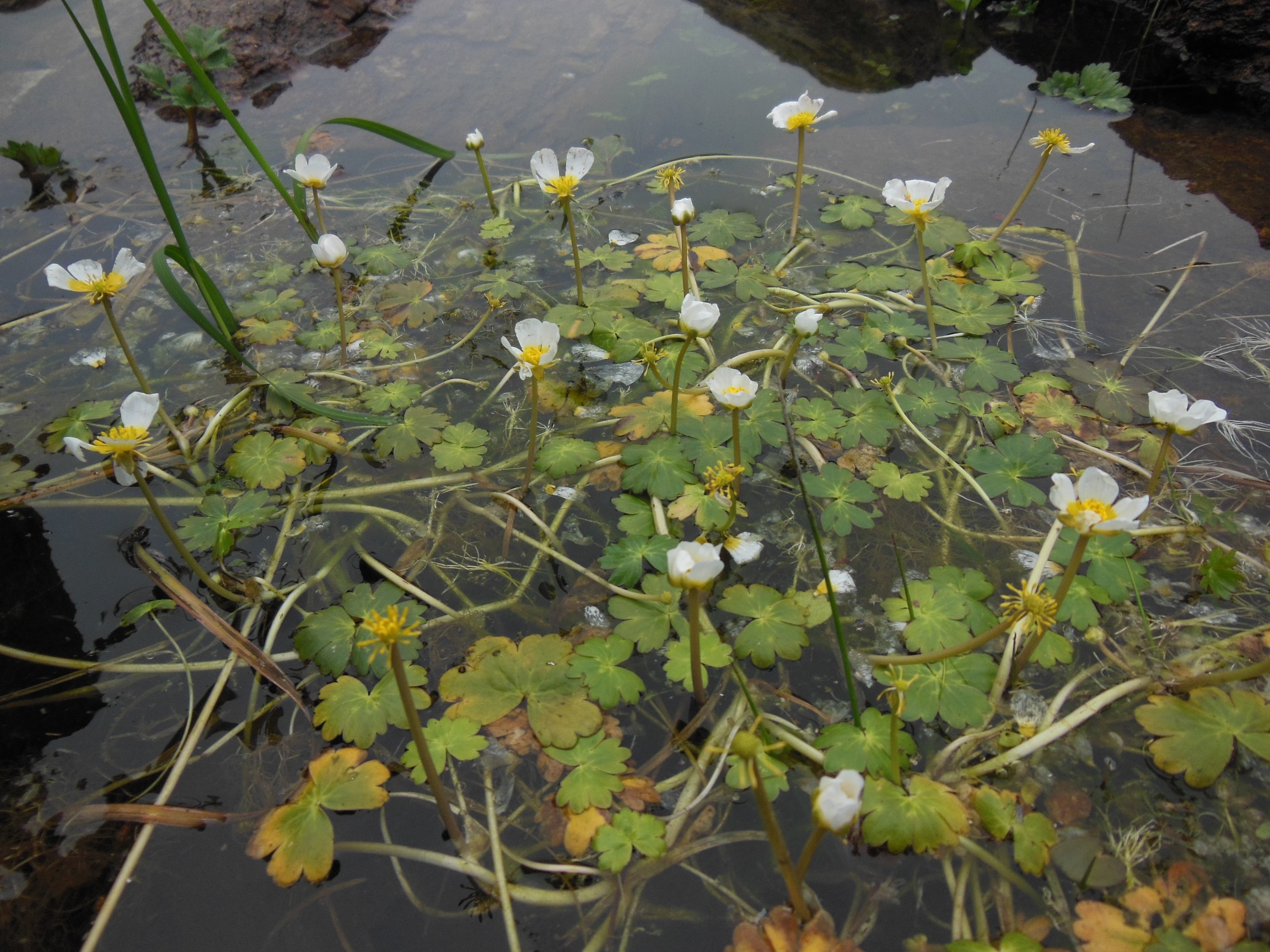
Planten
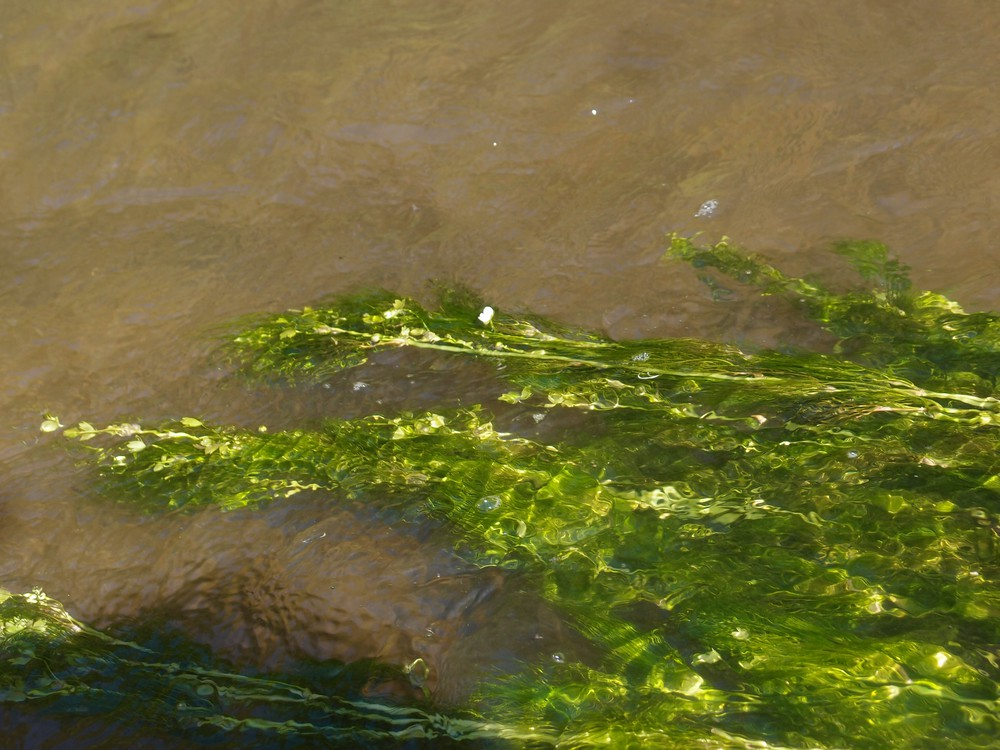
Planten
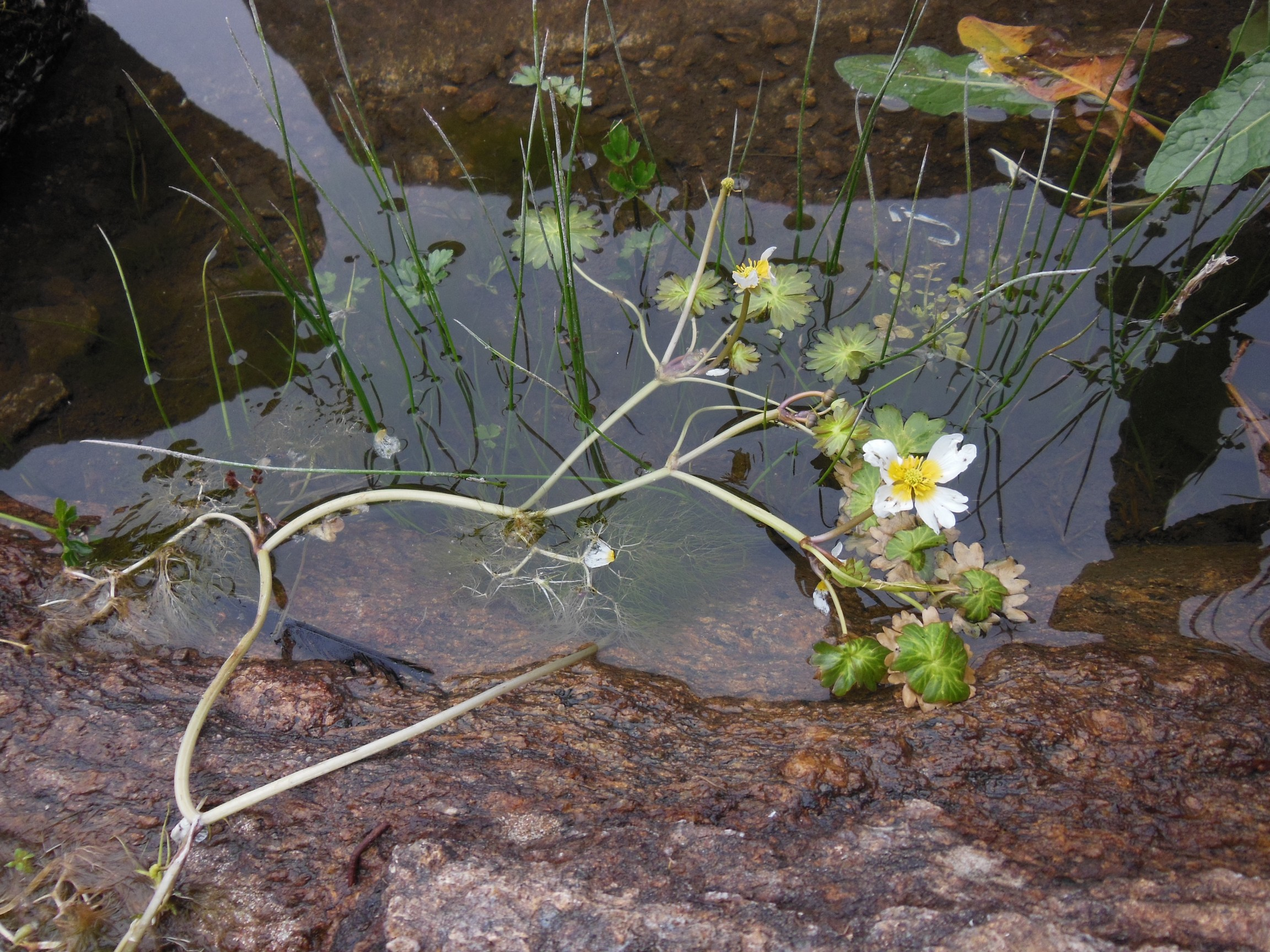
Stengel met bladeren
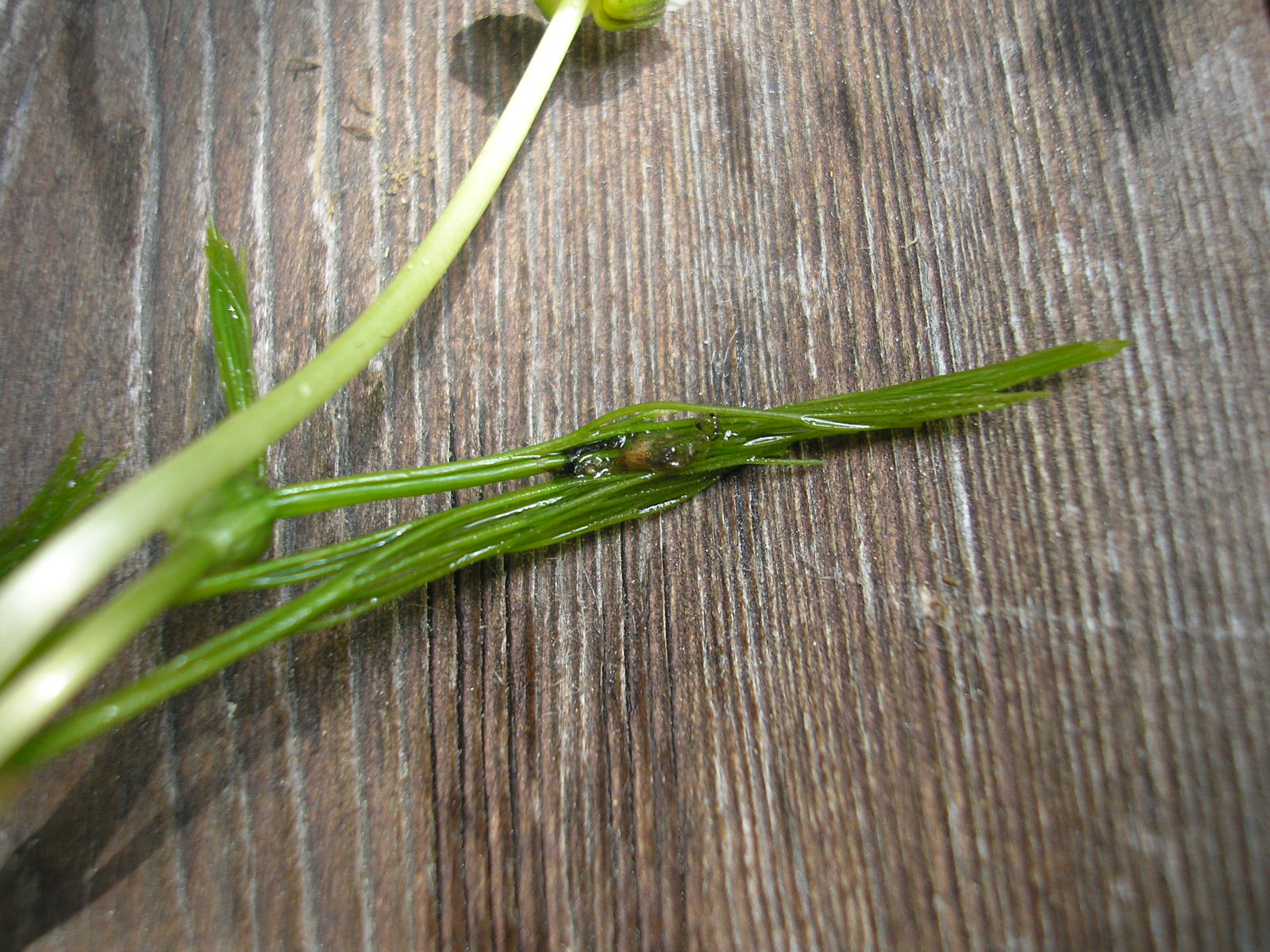
Blad
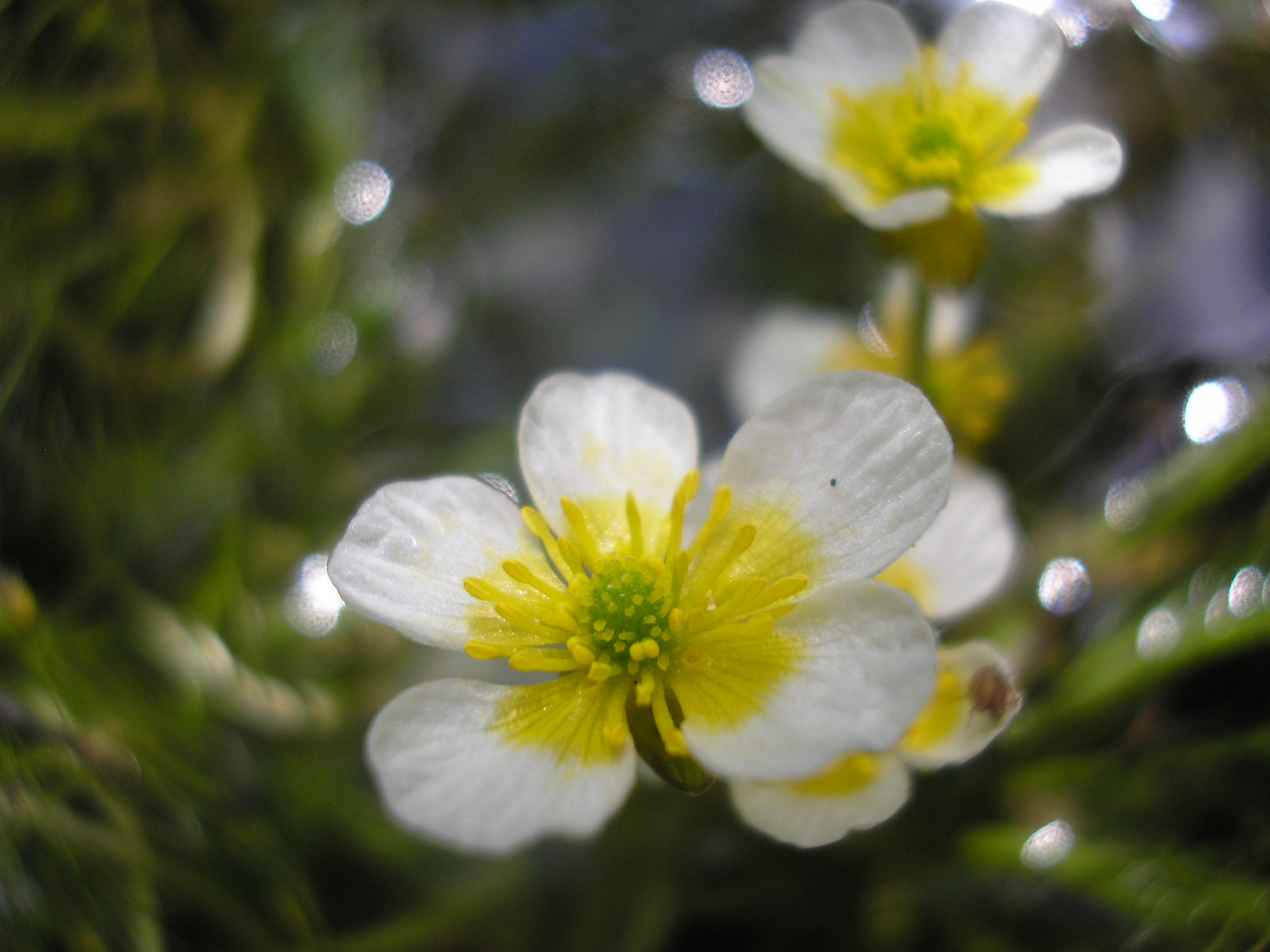
Bloem

De penseelbladige waterranonkel staat op zonnige plaatsen in ondiep tot vrij diep, stilstaand tot vrij snel stromend, zwak zuur tot neutraal, zacht, matig voedselarm tot voedselrijk, soms zelfs enigszins vervuild water boven een bodem van, soms licht organisch zand. De eenjarige of overblijvende plant groeit in beken en gekanaliseerde rivieren, in plassen en poelen, in meren en vijvers, in sloten en kanalen, in zandafgravingen, afgesneden rivierarmen en in vennen met binnendringende meststoffen. Soms groeit de plant ook op droogvallende plaatsen. Bij deze soort zijn de lager geplaatste, ondergedoken bladeren gelijk aan of groter dan de stengelleden en drijfbladeren zijn al of niet aanwezig. De vruchten zijn kaal of behaard.

## Ondersoorten

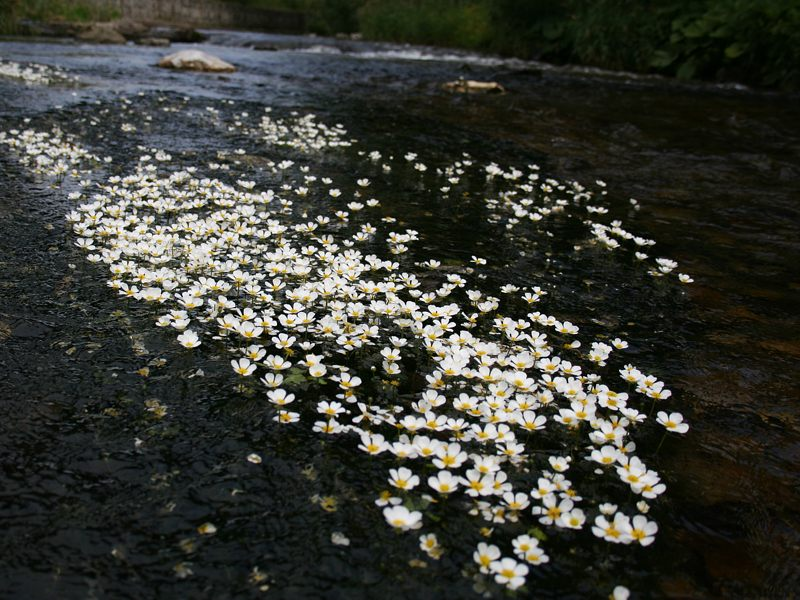
Ranunculus penicillatus subsp. pseudofluitans

- Ranunculus penicillatus subsp. penicillatus
- Ranunculus penicillatus subsp. pseudofluitans